# Kapel van de Bruine-Lieve-Vrouw

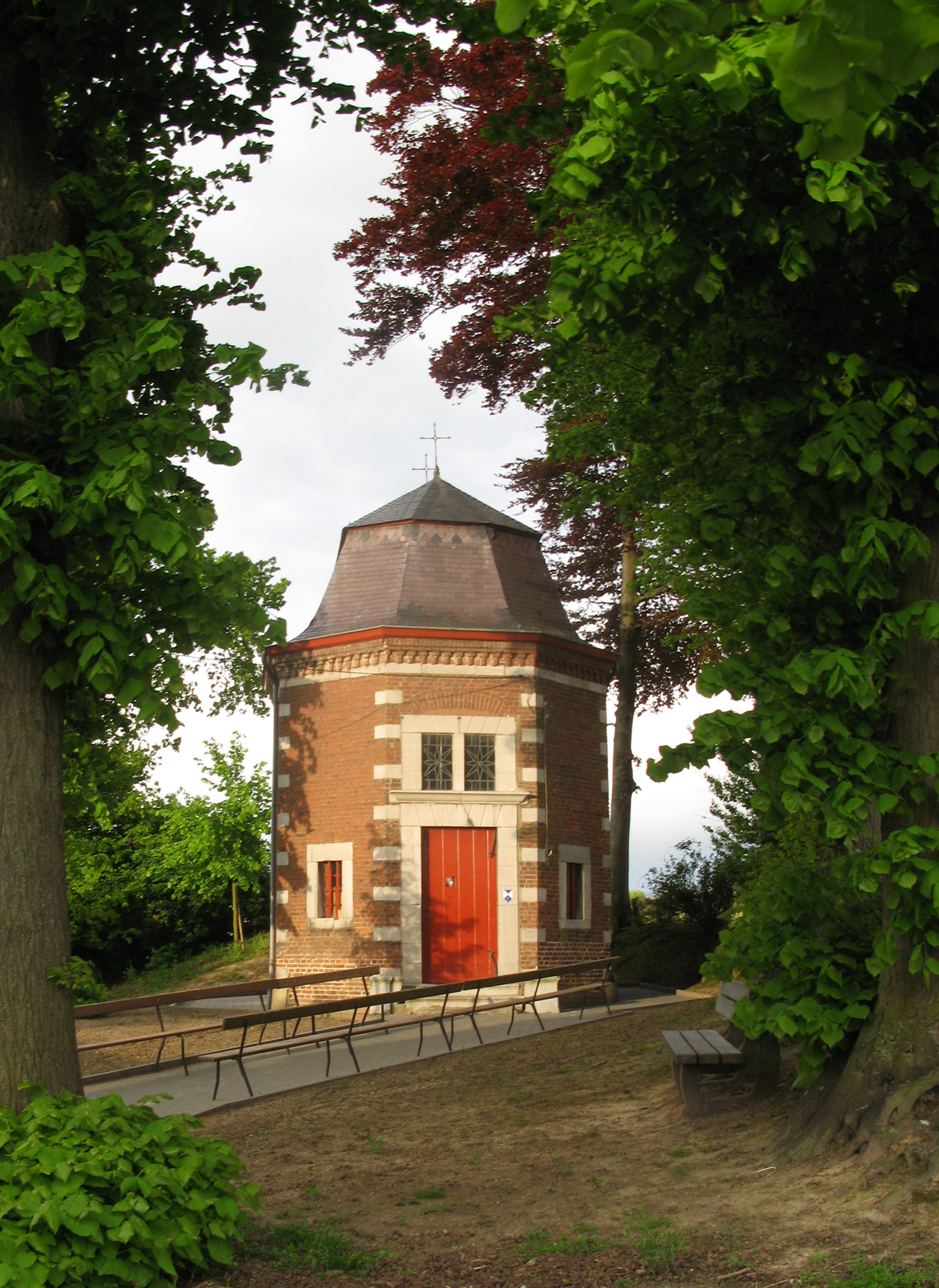

De Kapel van de Bruine-Lieve-Vrouw is een toegankelijke kapel gelegen aan de Bruine-Lieve-Vrouwstraat te Kerkom-bij-Sint-Truiden, waar deze de oude veldweg van Bevingen naar Gingelom kruist.

## Legende
Een vrouw uit Velm had een kindje. Dit was gestorven zonder het doopsel te hebben ontvangen. De moeder bad tot Onze-Lieve-Vrouw, welke het kind weer leeftig maakte. Toen echter in het naburige Montenaken een tyfus-epidemie heerste, brachten de inwoners het Mariabeeld daarheen. Maar toen de epidemie voorbij was, wilden ze het niet terugbrengen. Doch het Mariabeeld ging op eigen gelegenheid terug naar Kerkom.
Nog steeds is er op Maria-Tenhemelopneming (15 augustus) een bedevaart naar deze kapel.

## Gebouw
Het huidige gebouwtje is een achthoekig kapelletje uit de eerste helft van de 18e eeuw, in barokstijl. Het is uitgevoerd in baksteen, met kalkstenen venster- en deuromlijstingen en hoekbanden. Het wordt gedekt door een achtkantig, naar het midden toelopend mansardedak. Het gebouw is fraai gerestaureerd. Het wordt omgeven door lindebomen en het is, samen met zijn omgeving, in 1980 geklasseerd als beschermd monument respectievelijk dorpsgezicht.

## Interieur
De glas-in-loodramen zijn van M. Sacré (1974). Er is een barokaltaar uit 1716 en er is een schildering: "De Aanbidding der Wijzen" uit 1716, een aangeklede Madonna met Kind in gepolychromeerd eikenhout, vermoedelijk 16e-eeuws.